# Tagebuch eines Mörders (1963)
Tagebuch eines Mörders ist ein US-amerikanischer Horrorfilm aus dem Jahre 1963. Die Titelrolle spielte Vincent Price, der besonders als Darsteller in Horrorfilmen berühmt wurde. Das Drehbuch basiert auf einer Adaption der Kurzgeschichte Le Horla (Der Horla) von Guy de Maupassant aus dem Jahre 1887.

## Handlung
Ein Dämon springt von einem verurteilten Mörder auf seinen Richter über, welcher nun ebenfalls willenlos dem Dämon ausgeliefert ist und dadurch selber zum Mörder wird.
Der Film beginnt mit einer Rückblende: Nach der Beerdigung des Richters Simon Cordier werden auserlesene Trauergäste zu einem Treffen eingeladen. Zu dieser auserlesenen Runde gehören: Der Diener Pierre und die Köchin Louise, welche dem Richter zu Lebzeiten als Hausangestellte zu Diensten waren, der Polizeihauptmann Robert Rennedon, ein langjähriger Freund des Richters, sowie Pater Raymonde, ein Geistlicher. Das Treffen findet in den Geschäftsräumen des Kunsthändlers Andre D'Arville statt. Er und seine Tochter Jeanne nehmen selbst daran teil. Dabei lassen sie die übrigen Anwesenden wissen, dass der Verstorbene nur wenige Stunden vor seinem Tode eine kleine Truhe an Jeanne überreichte, mit der Anordnung, diese erst nach seinem möglichen Tode im umschriebenen Personenkreis zu öffnen. Dies geschieht nun auch auf Drängen des langsam ungeduldig werdenden Hauptmann Rennedon. Die Truhe enthält ein Tagebuch, wobei unter dem Buchdeckel ein Brief des Richters liegt. Monsieur Cordier teilt darin mit, er spräche nunmehr aus dem Grabe zu ihnen. Aus der Stille dieses Ortes kann er nun über Dinge sprechen, von welchen er zu Lebzeiten schweigen musste. Er werde Gottes Segen für alle Anwesenden erbitten, wenn sie nun seine furchtbare Geschichte hören. Auf weiteres Drängen des Hauptmanns wird schließlich das Tagebuch, welches die Tage und Wochen vor dem gewaltsamen Tod des Richters beschreibt, geöffnet. Die Filmhandlung setzt folgend an der Tagebucherzählung an:
Frankreich im Jahre 1886. Der angesehene Richter Simon Cordier wird in seinem Büro durch seinen langjährigen Freund, den Polizeihauptmann Robert Rennedon aufgesucht. Dieser kommt mit der Bitte von Louis Girot, eines von Cordier zum Tode verurteilten Mörders, zu ihm. Girot bittet um einen Besuch des Richters in seiner Zelle. Er steht, wie der Richter wohl weiß, kurz vor seiner Hinrichtung. Vielleicht möchte er sein Gewissen erleichtern? Der Polizeioffizier kennt zwar das Steckenpferd seines Freundes, kriminalwissenschaftliche Studien zum Wesen des Verbrechens zu betreiben. Aber er selbst hält nicht viel davon. Für ihn, der eher pragmatisch denkt, ist ein Verbrecher einfach ein Verbrecher. Aber natürlich führt er seinen Freund in die Zelle des Delinquenten, wo es zu einem Gespräch zwischen den beiden Männern kommt. Noch einmal versichert Girot gegenüber Cordier, dass er die Morde nicht bewusst begangen habe, sondern er diese vielmehr willenlos unter dem Einfluss eines bösen Dämons ausführte, welcher von ihm Besitz ergriffen hatte. Dieser Dämon, davon ist der Todgeweihte überzeugt, lebt und ernährt sich ausschließlich von der Energie des Bösen. Und das wäre auch der Grund, warum er, also Girot, niemals ein Gnadengesuch an die Justizbehörden gestellt habe. Er wolle nämlich, wie er dem Richter erklärt, den Tod unter dem Fallbeil auf sich nehmen, um endlich von dem Dämon befreit zu sein. Monsieur Cordier glaubt dem Mann jedoch nicht so recht. Er erklärt ihm in seiner pragmatischen Art, diese Aussage bereits während der Verhandlung nicht geglaubt zu haben. Niemand bringt ohne jeden Grund vier Menschen auf grausamste Weise um. Warum sollte er es also jetzt tun? Girot versichert nochmals, davon überzeugt zu sein, dass der Dämon seine Gründe für die Mordbefehle hatte. Plötzlich nimmt die Kreatur erneut Besitz von dem Todgeweihten (im Film sichtbar an den sich grün verfärbenden Augen), welcher nun auch Cordier töten will. Im Zweikampf stürzt der Häftling jedoch und verletzt sich tödlich. An den folgenden Tagen geschehen für Richter Simon Cordier unerklärliche Vorfälle. Sowohl in seinem Residenzbau wie in seinem Büro bewegen sich Gegenstände selbständig, eine fremde Stimme beginnt sich mit ihm zu unterhalten. Diese Stimme veranlasst den Richter auch, seinen geliebten Kanarienvogel aus dem Käfig zu holen und zu töten. Cordier sucht Hilfe beim Nervenarzt Dr. Borman, welcher ihm rät, stressbedingt beruflich kürzerzutreten und sich zum Ausgleich auch wieder seinem Hobby, dem Modellieren, zu widmen. Auf der Straße trifft Cordier das Modell Odette Mallotte, welches das Angebot annimmt, für Cordier als Modell zu posieren.
Tatsächlich bessert sich der Gesundheitszustand des Justizbeamten, die angeblichen Wahnvorstellungen bleiben aus. Dazu verliebt er sich immer stärker in sein Modell Odette Mallotte, wobei diese ihrerseits auch den Reichtum des Richters verlockend findet. Doch plötzlich meldet sich die Stimme des Dämons (welcher sich im Film „Horla“ nennt) wieder ins Bewusstsein von Cordier. „Horla“ gibt nun gegenüber Cordier offen seine Absichten kund. So soll er auch dafür Sühne büßen, dass er vor 12 Jahren seine Ehefrau durch sein Verhalten in den Selbstmord trieb. Cordier wird bewusst, dass der Mörder Girot doch die Wahrheit gesagt hatte, als er behauptete, von einem Dämon besessen zu sein, ein Dämon, welcher nun immer stärker den Willen des Richters zu beeinflussen versucht. Auch seine Liebe und Zuneigung zu Odette ist letztendlich durch das Wirken des Dämons beeinflusst. Cordier macht ihr einen Heiratsantrag, noch nicht wissend, dass sie mit dem Kunstmaler Paul DuClasse verheiratet ist. Der Richter hat ein Gemälde, welches seine Angebetete als Ballerina zeigt, in der Galerie D'Arville gekauft. Die beiden beschließen, um vor dem eifersüchtigen, verlassenen Ehemann Paul DuClasse entfliehen zu können, ins Ferienhaus der Familie nach Luzern in die Schweiz zu reisen. Das Dienstpersonal wird bereits vorgängig beordert, die Reise anzutreten, so dass der Hausherr fortan alleine im Hause wohnt.
In der folgenden Nacht nimmt „Horla“ vollends Besitz von Cordiers Willen. Dieser begibt sich zur Wohnung seiner Geliebten. Derweil wird Odette von ihrem Ehemann aufgesucht. Dieser Besuch eskaliert in einem heftigen Wortgefecht. Denn Paul DuClasse erkennt, was seine Frau wirklich liebt: Geld! Und er wirft ihr vor, ständig nach neuen Männern mit noch mehr Geld Ausschau halten zu wollen. Daneben wird sie wohl den Richter nach Strich und Faden ausnehmen. Wenn das Geld dann aufgebraucht ist, wird sie ihren jeweiligen Galan schließlich fallen lassen, wie die sprichwörtliche heiße Kartoffel. Dafür sollte ihm der Richter eigentlich leidtun. Odette hat genug gehört! Sie bestätigt im Streit alle Vorwürfe ihres Gatten, worauf sie ihn aus der Wohnung wirft. Wenig später erscheint Cordier, welcher die junge Frau mit mehreren Messerstichen grausam tötet. Ihre Schreie sind im ganzen Haus zu hören. Da ihr Ehemann nur kurz davor, von einem Zeugen beobachtet, eine heftige Auseinandersetzung mit Odette hatte, wird Paul DuClasse als Tatverdächtiger festgenommen. Simon Cordier selbst wird die Aufgabe übertragen, als Richter die Gerichtsverhandlung gegen den Angeklagten Paul DuClasse zu führen. Eine Ausgangslage, die vor allem auch Jeanne D'Arville, der Tochter des Kunstgaleristen Andre D'Arville, missfällt, da sie der Überzeugung ist, dass nicht nur Paul unschuldig, sondern sogar Richter Cordier selbst der Täter ist. Jeanne D'Arville veranlasst einerseits ein Vorsprechen des Angeklagten beim Richter, begibt sich andererseits für eine Aussprache auch selbst in das Haus von Cordier. Richter Cordier gibt sich nach außen unerbitterlich (und unschuldig) in dieser Angelegenheit, trotzdem plagen ihn, auch wenn er sich selbst nicht an seine Mordtat erinnern kann, Gewissensbisse, dass er nun einen „Unschuldigen“ zum Tode verurteilen muss und dass „Horla“ ihn weiterhin zum Werkzeug seiner Morde machen wird.
Nachdem der Dämon einen Selbstmordversuch von Cordier verhindert hatte, kann sich Cordier innerlich damit abfinden, dass Jeanne D'Arville ihm droht, ihn als Täter bei der Polizei anzuklagen. Hingegen versucht nun „Horla“ dies zu verhindern, indem der Dämon erneut von Cordier Besitz ergreift, mit der Absicht, nun auch Jeanne D'Arville durch die Hand von Cordier ermorden zu lassen. Kurz vor Vollendung des Mordes bewirkt ein Jesuskreuz, dass der Dämon von Cordier ablässt. Cordier sucht verzweifelt Hilfe beim zufällig hinzutretenden Pater Raymonde und bittet ihn zu veranlassen, dass Jeanne D'Arville sich noch in dieser Nacht bei ihm in seinem Hause melden soll. Als später Jeanne D'Arville mit Pater Raymonde an die Türe von Cordier anklopft, übergibt Cordier an Jeanne D'Arville die eingangs erwähnte Truhe.
Cordier ist überzeugt, den Kampf gegen „Horla“ aufnehmen zu können, da er zur Erkenntnis gekommen ist, dass Feuer den Dämon besiegen kann. Als „Horla“ erneut durchs Fenster ins Arbeitszimmer eintritt, entfacht Cordier ein großes Feuer und versperrt gleichzeitig alle Ausgänge. Tatsächlich gerät nun „Horla“ selber in Panik und verendet letztendlich in den Flammen. Cordier gelingt es jedoch nicht mehr, selbst rechtzeitig den brennenden Raum zu verlassen und stirbt ebenfalls in den Flammen.
Die Schlussszene setzt an der einleitenden Rückblende an: Nach dem Verlesen des Tagebuches ist für die anwesende Trauergesellschaft die Unschuld von Paul DuClasse bewiesen, derweil Richter Cordier als offensichtlich geistig verwirrter Selbstmörder angesehen wird.

## Details zum Film
- Der Film wurde am 6. März 1963 in den USA erstmals veröffentlicht. In Deutschland erfolgte die Kinopremiere am 2. August 1963.[1]
- Die Filmhandlung spielt in Frankreich. Im Film wird jedoch vermieden, eine Ortschaft zu nennen. Sogar auf der Visitenkarte von Richter Simon, welche im Film kurz deutlich lesbar (nach 55.00) gezeigt wird, fehlt bei der Adresse von Richter Simon eine ergänzende Ortschaftsangabe.
- Obwohl die Filmhandlung in Frankreich spielt, sind im Film erkennbare schriftliche Texte wie ein Tagebucheintrag (nach 06:15), handschriftliche Notiz auf Visitenkarte (nach 55.05) oder die Tageszeitung (nach 65:50), entsprechend der Film-Originalsprache, in englischer Sprache geschrieben.

## Kritiken
- Die Internet-Plattform Cinefacts wertet den Film als eine kleine Perle des Horrorkinos, nicht nur für Vincent-Price-Fans ein Muss.[2]